# Seclì
Seclì község (comune) Olaszország Puglia régiójában, Lecce megyében.

## Fekvése
A Salentói-félsziget déli részén fekszik, Gallipolitól nyugatra.

## Története
A legendák szerint ezen a vidéken zajlott le a pürrhoszi háborúk egyik véres csatája I. Pürrhosz épeiroszi király és a római csapatok között. Noha a régészek ókori római leleteket is feltártak a vidéken, ezek nem bizonyítják egy állandó település létezését abban az időben. A történészek szerint a város eredete a 12. századra vezethető vissza, amikor Dél-Itália a normannok fennhatósága alá került. Robert Guiscard leghűségesebb húsz lovagját nagy birtokokkal ajándékozta meg Pugliában, Seclì területe így Filippo De Ranna báró hűbérbirtoka lett. A következő századokban számos más család birtokolta (Brienne, d’Enghien, Orsini del Balzo). Az 1500-as években a D’Amato és Sanseverino családok birtokolták, majd a Rossik. Az 1800-as években a Papaleo család hűbértbirtoka lett. 1930-ban Aradeo része lett, 1948-ban vált önálló községgé.

## Népessége
A népesség számának alakulása:

## Főbb látnivalói
- Santa Maria delle Grazie-templom - a 11-12. században épült román stílusban, majd az 1700-as években átépítették, ekkor kapta barokkos vonásait.
- Palazzo Ducale - az 1500-as évek közepén épült a D’Amato nemesi család számára.

## Közlekedés
A településnek vasútállomása van.